# 片岡松燕プロダクション
片岡松燕プロダクション（かたおかしょうえん-、1926年 設立 - 1926年 解散）は、かつて存在した日本の映画会社である。日活大将軍撮影所から独立した女形・美形男優、片岡松燕の主演するサイレント映画を製作した。

## 略歴・概要
1926年（大正15年）6月1日公開のサイレント映画『武士なればこそ』に男役で主演したのを最後に、太秦の日活京都撮影所から日活大将軍撮影所を経て、70本以上に出演した同社を退社した松燕が、同年、31歳で設立した。かつて新宿百人町にスタジオをもったM・パテー商会を経営し、のちに日活に統合されてから1915年（大正4年）にM・カシー商会を経営していた梅屋庄吉の支援を得て、梅屋の所有する「百人町撮影所」を「片岡松燕プロダクション」として稼動、松燕の主演映画を製作した。
松燕が、ひさびさに女形として主演した設立第1作『大望』は、同年12月10日に公開された。また同年に製作・公開された『紫電白光』は、大正三美人と呼ばれた歌人、華族の柳原白蓮がオリジナル脚本を執筆している。1927年（昭和2年）いっぱいまでで8本のサイレント映画の主演作に、女形としても男優としても出演した。同年7月1日に公開された横田豊秋監督の『恋の四千両』は、同年に松竹蒲田撮影所を退社した俳優の森野五郎との提携作品で、森野とともに主演した。森野は河合プロダクションに入社、松燕は舞台に戻った。

## フィルモグラフィ
1926年
- 大望　監督高浜順、原作前田曙山、脚本松岡映二路、撮影久我範浪、考証森田留次郎、主演片岡松燕、出演岩花日出子、朝妻松子、市川左近、中村竹之助、西川芳堂、藤村林之助、中野一平、美町てるほ、市川左延
- 紫電白光　監督森田留次郎、原作・脚本柳原白蓮、撮影男沢粛、主演片岡松燕、共演岩花日出子
- 美男村正　監督森田華明、原作柳小路勇、脚本秦哀美、主演片岡松燕、共演秋岡美代子

1927年
- 乱星　監督森田翠明、原作松岡映二路、脚本村岸弘章、撮影本田昌、主演片岡松燕、出演熊田弘、牧愛子
- 狂恋魔刃　監督横田豊秋、原作・脚本村井潤、撮影本田昌、主演片岡松燕、共演吉村蘭子
- 姉妃のお百　監督森田華明、原作加藤松峰、脚本上村春霞、主演片岡松燕、出演熊田弘、城山憲、中野信近、吉村蘭子、岩花日出子、中村竹之助、伊藤一郎、関三之助、片岡燕郎、片岡菊之助
- 雄叫びの巷　監督森田華明、原作・脚本上村重雄、撮影本田昌、主演片岡松燕、共演若草麗子
- 恋の四千両　監督横田豊秋、原作内山藤十郎、脚本松岡映二路、撮影田昌、主演森野五郎・片岡松燕、出演若月孔雀　※森野五郎プロダクション・片岡松燕プロダクション

## 註
1. ↑  『日本映画俳優全集・男優編』（キネマ旬報社、1979年）の「片岡松燕」の項（p.144）を参照。同項執筆は田中純一郎。